# R 4 terv

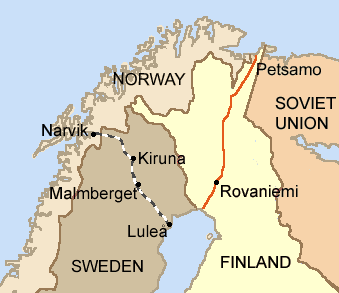
A svéd érclelőhelyek és vasútvonalak a tengeri kikötők felé

Az R 4-terv (angol: Plan R 4) egy második világháborús brit hadművelet terve volt a semleges Norvégia megszállására 1940 áprilisában. Korábban a britek hasonló intervenciót terveztek a franciákkal közösen Finnország megsegítésére a téli háborúban (Catherine hadművelet).

## Előzmények
Németország az ipara által az acélgyártáshoz felhasznált vasérc nagy részét importálta a háború előtt, jórészt az akkor Franciaországhoz tartozó Lotharingiából. 1939 szeptemberében a francia hadüzenet miatt ez a beszerzési forrás megszűnt, ezért a másik jelentős beszállító, Svédország szerepe létfontosságú lett a harckocsik, ágyúk, hajók, vagonok, teherautók és egyéb hadiipari termékek gyártásához. Nyáron a Balti-tenger északi részén lévő Botteni-öböl partján fekvő Luleå város kikötőjéből szállították tengeri úton a vasércet délnek a német kikötők felé. Télen azonban a Botteni-öböl befagyott, ezért az ércet vasúton a norvég Narvik kikötőjéig szállították, melynek fagymentes kikötőjéből ekkor is indíthatták a szállítmányokat. Egy átlagos évben a vasérc 80%-át exportálták Narvikon keresztül. Télen az egyetlen alternatíva az volt, ha az ércet a Balti-tenger partján Stockholmtól délre lévő Oxelösundig szállítják vasúton, mely kikötő már télen sem fagyott be, viszont ennek az útvonalnak a kapacitása a brit hírszerzés értesülései szerint a német igényeknek mindössze ötödét bírta csak el.
A franciák és britek a Szovjetunió által megtámadott Finnországnak katonai támogatást ajánlottak fel, amennyiben szabad átvonulást kapnak Norvégiától és Svédországtól és nem a Barents-tenger partján lévő finn Petsamo kikötőjén át kellene érkezniük. Valójában a Svédország északi részén lévő Kiruna és Malmberget ércbányáit szerették volna megszerezni ezáltal. Amennyiben megkapták volna az engedélyt a norvég és svéd kormányzattól, akkor Lappföldre érve csapataik megszállták volna a kikötőket és a bányákat valamint egyes településeket, mint például Gävle és Luleå, így téve a németek számára hozzáférhetetlenné a svéd érclelőhelyeket.
A francia–brit, illetve német megszállástól és a háború területükre való kiterjedésétől tartva mind a svédek, mind a norvégok elutasították az áthaladási kérelmet.
Eközben a veszélyről tudomást szerző németek terveket készítettek Norvégia esetleges megszállására, hogy avval megvédhessék stratégiai utánpótlási útvonalaikat. Az Altmark-incidens meggyőzte Hitlert arról, hogy az ellenségei nem fogják tiszteletben tartani Norvégia semlegességét, és ezért a tervek elkészítését sürgette.
A skandináv államok vonakodása a szövetséges csapatok területükre való beengedésére megakasztotta azok eredeti tervét, melyben a Finnországnak nyújtandó segítségnyújtásra hivatkozhattak volna a csapataik átvonultatásához. Március 12-én azonban úgy döntöttek, az inváziót akkor is megkezdik, ha annak keresztülviteléhez erőszakot is kell alkalmazzanak. A csapatoknak Norvégiában kellett partra szállniuk, majd onnan továbbhaladva betörniük Svédország területére és az ottani bányákat megszállniuk. Azonban ha komoly fegyveres ellenállásba ütköznek, akkor nem kell erőltetniük az előrehaladást. Finnország március 13-án békét kért a Szovjetuniótól, ezért ezt a módosított tervet is feladták.
A németeknek részben tudomásuk volt ezekről a tervekről, az ellenség elfogott rádióüzeneteiből ismerték az inváziós csapatok és szállítójárműveik készültségi szintjét, és néhány nappal később arról is informálódtak, hogy felhagytak a terv kivitelezésével.
A Norvégia megszállásának tervein azonban ezt követően is dolgoztak, mivel Hitler attól tartott, hogy a szövetséges invázióra előbb vagy utóbb sor kerül. Ebben nem is tévedett, mert hamarosan a titkosszolgálatok ismét az invázióra való készülődésről számoltak be. A német támadást (Weserübung hadművelet) április 9-re időzítették, és Norvégia mellett Dánia megszállását is tartalmazta.

## A brit tervek
Az újra módosított brit–francia inváziós tervnek két része volt: a Wilfred hadművelet és az R 4-terv. A Wilfred hadműveletet április 5-re időzítették (de elhalasztották április 8-ig), és ennek során a norvég vizeket aknásították el, megsértve ezzel Norvégia semlegességét. Elképzeléseik szerint ez a Németországba ércet szállító hajókat a norvég felségvizek védelmének elhagyására kényszerítette volna, és így a partoktól távolabb már támadhatták volna őket a brit hadihajók.
A britek bíztak abban, hogy az akciójuk német katonai válaszlépést von majd maga után. Amint erre sor kerül, partraszállás vagy arra tett előkészületek formájában, akkor a britek is partra szállnak Norvégiában. Narvik megszállására 18 000 katona bevetését tervezték, elvágva így a Svédországba vezető vasúti összeköttetést. Narvikon kívül megszállták volna még Trondheim és Bergen városait is.
Az első csapatszállítók pár órával az aknatelepítés után indultak útnak. A Wilfred hadművelet keretében április 8-án a HMS Renown csatahajó vezette kötelék hozzákezdett a norvég vizek elaknásításához, de ekkor már a német csapatok úton voltak, és az eredeti R 4 terv már nem volt kivitelezhető. Így viszont okot szolgáltattak Hitlernek Norvégia megszállására.

## A hadműveletek

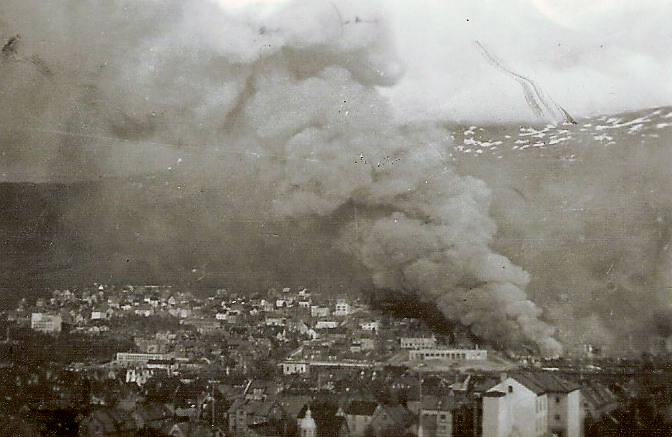
Füst gomolyog Narvik felett a harcok alatt

Habár az R 4-tervet nem tudták megvalósítani eredeti formájában, gyorsan brit és francia csapatokat küldtek, hogy a norvégok oldalán harcoljanak. A szövetséges csapatok súlyos vereségeket szenvedtek az ezt követő harcokban. Egyedül Narviknál sikerült kis híján győzelmet aratniuk, ahol a 24 500 fős brit, norvég, francia és lengyel sereg (melyek főleg tengerészgyalogos, francia idegenlégiós és lengyel hegyivadász egységekből tevődtek össze) kis híján megadásra kényszerítette az utánpótlástól elvágott 2000 német hegyivadászt és az elsüllyesztett német flottilla őket támogató 2600 tengerészét. Hitler 1940. április 17-én az itt harcoló erőket utasította, hogy vonuljanak át Svédországba, ahol internálják őket. De az itt harcoló csapatok mégis kitartottak egészen addig, míg az erősítések meg nem érkeztek, és az ellenség vissza nem vonult Narvikból június 8-át követően.

## Fordítás
- Ez a szócikk részben vagy egészben  a   Plan R 4 című angol Wikipédia-szócikk ezen változatának fordításán alapul.  Az eredeti cikk szerkesztőit annak laptörténete sorolja fel. Ez a jelzés csupán a megfogalmazás eredetét és a szerzői jogokat jelzi, nem szolgál a cikkben szereplő információk forrásmegjelöléseként.